# Pār
Pār (in hindī पार, pron. AFI: [päːɾ]; lett. "Al di là") è un film del 1984 diretto da Goutom Ghos, tratto dall'omonimo racconto in lingua bengali di Somores Bosu. È stato presentato in concorso alla 41ª Mostra internazionale d'arte cinematografica di Venezia col titolo La traversata.

## Trama
Nel Bihar rurale viene attaccato e dato alle fiamme un villaggio di intoccabili, i suoi abitanti massacrati. Mentre Naurangia e la moglie incinta Rama riescono a sfuggire, dei flashback ricostruiscono poco a poco l'antefatto. I contadini del villaggio avevano infatti formato un sindacato guidati dal nuovo maestro di scuola, un uomo brillante e di forti ideali, per opporsi ai soprusi dei proprietari terrieri. Quest'ultimo però era stato prontamente assassinato dal fratello dello zamindar locale una volta identificato come "sobillatore". Le autorità, conniventi, non avevano aiutato. Naurangia allora ha deciso di rinunciare alla nonviolenza predicata dal maestro e, a capo di un gruppo di paesani, aveva ucciso a sua volta l'assassino, causando quindi la spedizione punitiva. Muniti di una lettera di raccomandazione, Naurangia e Rama viaggiano fino a Calcutta, dove però si scontrano con le umiliazioni e l'ostracismo quotidiano, dall'ufficio di collocamento fino agli stessi abitanti della città: alla disperata ricerca di soldi, a Rama viene chiesto per prostituirsi, quand'ecco che i due coniugi scoprono che il governo concederà un risarcimento alle vittime dell'attacco. Tuttavia, si trovano impossibilitati a riscuoterlo, in mancanza di denaro con cui pagarsi il viaggio verso casa. Naurangia riesce però a trovare un lavoro: per risparmiare sui costi del traghetto, un mercante lo pagherà per condurre una quarantina di maiali da una riva all'altra del Gange. Con lui in testa alla mandria e Rama, ormai a poche settimane dal parto, a chiudere, i due cominciano la traversata, tra le acque tumultuose e le bestie imbizzarrite dalla paura. Arrivati a stento dall'altra parte, Naurangia accetta a capo chino le poche rupie di compenso, ma Rama non sente più il bimbo muoversi. Il film, però, si conclude con una nota di ottimismo: Naurangia appoggia l'orecchio al ventre della moglie e sente il figlio muoversi.

## Distribuzione
Il film è stato presentato in anteprima alla 41ª Mostra internazionale d'arte cinematografica di Venezia il 29 agosto 1984.

## Accoglienza

### Critica
Recensendo il film alla Mostra del cinema di Venezia, Tullio Kezich aveva inizialmente bocciato il film come "malamente raccontato", "girato male", "sovrabbonda[nte]" di dialoghi e "senza nerbo" nonostante le tematiche d'impegno, per poi ricredersi dopo l'arrivo dei protagonisti a Calcutta, dove a suo dire «il film ha la prima impennata». Infine, con la scena della traversata, aveva scritto «[Ghos] improvvisamente si rivela un maestro» e aveva parlato di «venti minuti conclusivi di cinema straordinario», paragonandolo a Rossellini per la sensazione di «realtà che ti piove addosso dallo schermo senza diaframmi né mezze misure». In seguito alla premiazione, condivise la scelta della giuria di premiare l'interpretazione di Nasiruddin Shah con la Coppa Volpi, scrivendo: «anche se non crediamo che sia veramente il migliore della Mostra (e non sappiamo, per la verità, neanche se sia un attore), [sic!] il suo sguardo quando accetta le rupie [...] è quello che ci ha toccato più a fondo. Non lo dimenticheremo mai più».

## Riconoscimenti
- 1984 – Mostra internazionale d'arte cinematografica[1][8][9]
  - Coppa Volpi per la migliore interpretazione maschile a Nasiruddin Shah
  - Premio CICT "Solidarietà"
  - In concorso per il Leone d'oro
- 1985 – National Film Awards[10]
  - Miglior film
  - Miglior attore a Nasiruddin Shah
  - Miglior attrice a Shabana Azmi
- 1986 – Filmfare Awards[11]
  - Miglior sceneggiatura a Goutom Ghos e Partho Bonddopaddhay